# 제음군
제음군(濟陰郡)은 전한부터 당나라까지 존속한 중국의 옛 군급 행정 구역이다. 군국제 시행 시에는 제음국(濟陰國), 정도국(定陶國)이 설치됐었다. 중심지는 정도현이다.

## 전한
한나라에서 원래는 양나라에 속한 지역이었으며, 첫 양왕 팽월 시절의 서울 정도현은 나중에 세워질 제음군의 영역에 있었다. 경제 중5년(기원전 145년) 양효왕 사후 양나라를 다섯으로 분할해 새로 제음나라를 두고 유무의 아들 제음애왕 유불식에게 봉하면서 제음군의 역사가 시작된다. 서울은 정도현에 뒀다. 제음애왕이 후사 없이 죽어 봉국이 폐지되면서 한 조정의 관할로 들어가 제음군이 됐다. 무제가 주를 설치하면서 연주에 속했다. 감로 2년(기원전 52년), 선제가 정도나라로 고치고 아들 유오를 정도왕에 봉했다. 건평 2년(기원전 5년), 정도왕 유경을 신도나라로 옮겨 봉하면서 도로 제음군이 됐다.
평제 시기에 시행된 원시 2년(2년)의 인구조사에 따르면 호구 29만 25호, 인구 138만 6278명이 있었다. 다음 속현 목록은 한서 지리지를 따른 것으로, 원연·수화지간(기원전 8년 무렵)의 현황으로 보이며, 총 9현이다.
| 현명   | 한자   | 대략적 위치                                         | 비고 |
| ------ | ------ | --------------------------------------------------- | --- |
| 정도현 | 定陶縣 | 허쩌시 딩타오구 북서 이선장(李綫庄)                 | 주나라의 제후국 조나라가 있었다.                                                                                    |
| 원구현 | 寃丘縣 | 허쩌시 둥밍현 팽장촌(彭庄村) 일대                   | |
| 여도현 | 呂都縣 | 허쩌시 무단구 여릉진(呂陵鎭)                        | |
| 가밀현 | 葭密縣 | 허쩌시 무단구 가밀채촌(葭密寨村)                    | |
| 성양현 | 成陽縣 | 허쩌시 무단구 호집진(胡集鎭)                        | |
| 견성현 | 甄城縣 | 허쩌시 쥐안청현 구성진(舊城鎭)                      | |
| 구양현 | 句陽縣 | 허쩌시 무단구 북 초장(楚庄) 부근                    | |
| 투현   | 秺縣   | 허쩌시 청우현 북서 29리 당루촌(黨樓村) 일대         | |
| 승씨현 | 乘氏縣 | 허쩌시 쥐예현 서남 57리 서초순둔촌(西焦順屯村) 일대 | 사수(泗水)가 남동으로 수릉(睢陵)에 이르러 회수로 들어가니, 여섯 군(제음·산양·패·초·임회·동해)을 지나 1110리를 간다. |

## 신
왕망(王莽)이 신나라를 세우고서는 다음 현의 이름을 고쳤다.
| 전한 | 신             |
| ---- | -------------- |
| 정도 | 제평(濟平)     |
| 원구 | 제양정(濟陽亭) |
| 여도 | 기도(祈都)     |
| 견성 | 견량(甄良)     |

## 후한
140년(후한 순제 영화 5년) 당시 제음군은 11성 133,715호 657,554명을 거느렸다. 212년(후한 헌제 건안 17년), 헌제의 아들 유희(劉熙)가 제음왕으로 책봉되면서 제음국으로 격상되었다.
| 현명     | 한자     | 대략적 위치                                         | 비고                                                                   |
| -------- | -------- | --------------------------------------------------- | ---------------------------------------------------------------------- |
| 정도현   | 定陶縣   | 허쩌시 딩타오구 북서 이선장(李綫庄)                 |                                                                        |
| 원구현   | 寃句縣   | 허쩌시 둥밍현 팽장촌(彭庄村) 일대                   | 현내에 자조성(煮枣城)이 있었다.                                        |
| 성양현   | 成陽縣   | 허쩌시 무단구 호집진(胡集鎭)                        | 현 경내에 요총(堯冢), 영태(靈台), 뇌택(雷澤)이 있었다.                 |
| 승씨후국 | 乘氏候國 | 허쩌시 쥐예현 서남 57리 서초순둔촌(西焦順屯村) 일대 | 현 경내에 사수(泗水), 녹성향(鹿城鄕)이 있었다.                         |
| 구양현   | 句陽縣   | 허쩌시 무단구 북 초장(楚庄) 부근                    | 현 경내에 수정(垂亭)이 있었다.                                         |
| 견성현   | 甄城縣   | 허쩌시 쥐안청현 구성진(舊城鎭)                      |                                                                        |
| 이호현   | 離狐縣   | 허쩌시 무단구 이촌진(李村鎭)                        | 본래 동군의 속현이었다.                                                |
| 늠구현   | 廩丘縣   | 허쩌시 쥐안청현 수보향(水堡鄕) 일대                 | 본래 동군의 속현이었다. 현 경내에 고어성(高魚城), 운성(運城)이 있었다. |
| 단부후국 | 單父候國 | 허쩌시 산현                                         | 본래 산양군의 속했다.                                                  |
| 성무현   | 成武縣   | 허쩌시 청우현                                       | 본래 산양군의 속했다.                                                  |
| 기씨현   | 己氏縣   | 허쩌시 차오현 초천집촌(楚天集村) 일대               | 본래 양군의 속현이었다.                                                |

## 진
서진대 제음군은 9현 7,600호를 거느렸다. 영가의 난이후 석륵이 연주전역을 점령하면서 진나라의 권역에서 벗어났다. 이후 남연주가 설치되자 강남 일대에서 교치되었다.
| 현명   | 한자   | 대략적 위치                                         | 비고                                                 |
| ------ | ------ | --------------------------------------------------- | ---------------------------------------------------- |
| 정도현 | 定陶縣 | 허쩌시 딩타오구 북서 이선장(李綫庄)                 |                                                      |
| 승씨현 | 乘氏縣 | 허쩌시 쥐예현 서남 57리 서초순둔촌(西焦順屯村) 일대 |                                                      |
| 구양현 | 句陽縣 | 허쩌시 무단구 북 초장(楚庄) 부근                    |                                                      |
| 이호현 | 離狐縣 | 허쩌시 무단구 이촌진(李村鎭)                        |                                                      |
| 원구현 | 寃句縣 | 허쩌시 둥밍현 팽장촌(彭庄村) 일대                   | 《진서》 지리지에는 완구현(宛丘縣)으로 기록되어있다. |
| 기씨현 | 己氏縣 | 허쩌시 차오현 초천집촌(楚天集村) 일대               |                                                      |
| 성무현 | 成武縣 | 허쩌시 청우현                                       |                                                      |
| 단부현 | 單父縣 | 허쩌시 산현                                         |                                                      |
| 성양현 | 成陽縣 | 허쩌시 무단구 호집진(胡集鎭)                        |                                                      |

## 유송
비수대전이후 동진은 후연을 공격하여 옛 연주를 수복했고 옛 제음군 자리에 군을 다시 두었고 서주로 편입되었다. 454년(유송 효무제 효건 원년) 북제음군이 신설되었다. 457년(유송 효무제 대명 원년) 하비군의 속현이었던 수릉현 지역으로 옮겨졌다. 유송대 교치된 연주는 3현 2,305호 11,928명을 거느렸다. 466년(유송 명제 태시 2년)경 북위의 침공으로 인해 송나라가 회수이북 전역을 상실하면서 회남지방으로 옮겨졌다. 
| 현명   | 한자   | 대략적 위치       | 민정   | 비고                                                  |
| ------ | ------ | ----------------- | ------ | ----------------------------------------------------- |
| 수릉현 | 睢陵縣 | 쉬저우시 쑤이닝현 | 령(令) | 457년 이후 제음군의 치소가 되었다.                    |
| 정도현 | 定陶縣 | 미상              | 령(令) | 461년(유송 효무제 대명 5년) 쑤이닝현 일대로 옮겨졌다. |
| 돈구현 | 頓丘縣 | 미상              | 령(令) | 돈구군의 속현이다. 유랑민들이 정착하여 설치되었다.    |

## 남제
송말 회남으로 옮겨진 제음군은 남제시기 북서주의 속군으로 편제되었다.
| 현명   | 한자   | 대략적 위치                         | 비고                                              |
| ------ | ------ | ----------------------------------- | ------------------------------------------------- |
| 돈구현 | 頓丘縣 | 미상                                | 483년(남제 무제 영명 원년) 정도현이 통폐합되었다. |
| 수릉현 | 睢陵縣 | 추저우시 밍광시 구현촌(舊縣村) 일대 |                                                   |
| 낙평현 | 樂平縣 | 미상                                | 483년 종리현에서 분리신설되었다.                  |
| 제안현 | 濟安縣 | 미상                                | 483년 종리현에서 분리신설되었다.                  |

## 북위
527년(북위 효명제 효창 3년) 서연주로 분리되자 서연주의 속군으로 편제되었다. 서연주가 분리된 직후 제음군에 서연주의 치소를 두었으나 후에 주 치소가 좌성(左城)으로 옮겨졌다. 위나라 때 제음군은 4현 29,836호 83,580명을 거느렸다.
| 현명   | 한자   | 대략적 위치                         | 비고                                                               |
| ------ | ------ | ----------------------------------- | ------------------------------------------------------------------ |
| 정도현 | 定陶縣 | 허쩌시 딩타오구 북서 이선장(李綫庄) | 군의 치소가 있었다. 현 경내에 정도성(定陶城)이 있었다.             |
| 이호현 | 離狐縣 | 허쩌시 무단구 이촌진(李村鎭)        | 현 경내에 이호성(離狐城), 도성(桃城)이 있었다.                     |
| 원구현 | 寃句縣 | 허쩌시 둥밍현 팽장촌(彭庄村) 일대   | 원구성(冤句城)에 치소를 두었다. 현 경내에 남양성(南陽城)이 있었다. |
| 승씨현 | 乘氏縣 | 허쩌시 무단구                       | 현 경내에 대향성(大鄕城), 양구성(梁丘城), 늠성(廩城)이 있었다.     |

## 수
북주때 서연주가 조주(曹州)로 개명되었다. 607년(수 양제 대업 3년) 군현제가 재실시되면서 제음군이 다시 설치되었다. 수나라 때 제음군은 9현 140,948호를 거느렸다.
| 현명   | 한자   | 대략적 위치                                  | 비고 |
| ------ | ------ | -------------------------------------------- | --- |
| 제음현 | 濟陰縣 | 허쩌시 차오현 서북 녹묘촌(鹿廟村) 일대       | 586년(수 문제 개황 6년) 황현(黃縣)이 분리신설되었다. 이 황현은 598년(수 문제 개황 18년) 몽택현(蒙澤縣)으로 개명되었다가 대업초기 통폐합되었다. |
| 외황현 | 外黃縣 | 상추시 민취안현 내황서촌(內黃西村) 일대      | 북제 때 성안현(成安縣)이 통폐합되었다. 598년 수성현(首城縣)이 신설되었으나 대업초기 폐지되었다. |
| 제양현 | 濟陽縣 | 카이펑시 란카오현 고양진(固陽鎭)             | |
| 성무현 | 成武縣 | 허쩌시 청우현 고정집(郜鼎集) → 허쩌시 청우현 | 개황초기 영창군(永昌郡)이 조주에 통폐합되면서 본주로 편입되었다. 596년(수 문제 개황 16년) 재주(戴州)로 분리되었다가 대업 초기 재주가 조주에 통폐합되면서 본주로 편입되었다. 606년(수 양제 대업 2년) 청우현 고정집에 있던 치소가 청우현으로 옮겨졌다. |
| 원구현 | 寃句縣 | 허쩌시 둥밍현 팽장촌(彭庄村) 일대            | |
| 승씨현 | 乘氏縣 | 허쩌시                                       | |
| 정도현 | 定陶縣 | 허쩌시 딩타오구 북서 이선장(李綫庄)          | |
| 단부현 | 單父縣 | 허쩌시 산현                                  | 북제 때 북제음군과 이호현(離狐縣)이 폐지되었다. 586년 이호현이 지금의 이름으로 재설치되었다. |
| 금향현 | 金鄕縣 | 지닝시 진샹현                                | 596년 창읍현(昌邑縣)이 분리신설되었으나 대업초에 폐지되었다. |